# Carl Ebenau
Johann Carl Heinrich Wilhelm Ebenau (* 23. Juni 1800 in Himmighofen; † 24. Juni 1879 in Wiesbaden) war ein deutscher Bibliothekar und Direktor des Vereins für Nassauische Altertumskunde und Geschichtsforschung sowie der Nassauischen Landesbibliothek.

## Leben
Carl Ebenau wurde als Sohn des Pfarrers Conrad Christoph Ebenau (1754–1815) und dessen Ehefrau Maria Margarethe Jacobi, Tochter des Hüttenbesitzers Heinrich Daniel Jacobi, geboren.
Nach einem Studium der Evangelischen Theologie und Philosophie war Ebenau, bevor er 1843 zum Schulrat ernannt wurde, Leiter einer Wiesbadener Privatschule.
Von 1850 an war er Bibliothekssekretär der Nassauischen Landesbibliothek und von 1852 bis 1855 Direktor des Vereins für Nassauische Altertumskunde und Geschichtsforschung.
1854 erhielt er als Nachfolger des Wilhelm Reichmann ein Mandat für die Zweite Kammer der Landstände des Herzogtums Nassau für den Wahlkreis XXIII Stadt Wiesbaden. Dieses Mandat nahm er nicht an, so dass Christian Wilhelm Kreidel für ihn in das Parlament kam.
Von 1867 bis 1876 war Ebenau Direktor der Nassauischen Landesbibliothek.